# پفک
پُفک یک گونه اسنک است که از ذرت گرمادیده‌شده ساخته می‌شود. در زبان فارسی، واژهٔ پفک از نشان بازرگانی و برند یک کمپانی ایرانی می‌آید و این نشان، متعلق به گروه صنعتی مینو است. آوازهٔ این محصول به گونه‌ای است که این نام تجاری، در گفتار روزمره مردم به اسم عام برای انواع اسنک ذرت/پنیر تبدیل شده است و بسیاری از مردم کالاهای اسنک دیگر برندها را نیز با نام پفک می‌شناسند.

## ارزش غذایی
منابع شامل: USDA
مقدار در هر ۱۰۰‏ g۱۰۰‏ g
(انرژی (کیلوکالری ۵۶۲
چربی کل ۳۷ gچربی اشباع ۶ gچربی ترانس ۰٫۶ gکلسترول ۷ mgسدیم ۹۲۶ mgپتاسیم ۱۸۹ mgکربوهیدرات کل ۵۳ gفیبر خوراکی ۱٫۷ gقند ۳ gپروتئین ۶ gویتامین ث۰ mgکلسیم۵۷ mgآهن۲٫۱ mgویتامین دی۲ IUویتامین ب۶۰٫۱ mgویتامین ب۱۲۰٫۵ µgمنیزیم۱۸ mg